# Симончелли, Марко
Ма́рко Симонче́лли (итал. Marco Simoncelli; 20 января 1987, Каттолика, Италия — 23 октября 2011, Сепанг, Малайзия) — итальянский мотогонщик, чемпион мира по мотогонкам в классе 250сс (2008).

## Спортивная карьера
Первые годы
Марко начал заниматься мотоспортом ещё в раннем детстве, а в возрасте 9-ти лет Симончелли провел первые старты в национальном чемпионате в классе Minimoto. В 1996—2000 годах он на постоянной основе участвует в соревнованиях этой категории и постепенно набравшись опыта дважды выигрывает родное первенство, а в 2000-м году добавляет к титулу в национальном чемпионате звание вице-чемпиона Европы.
Следующим шагом в карьере юного мотогонщика становится переход в класс 125сс. И здесь Симончелли довольно быстро привыкает к технике и находит необходимую стабильность: в 2001 году (в год дебюта) выиграно национальное первенство, через год — чемпионат Европы. Успехи Марко не проходят мимо глав команд чемпионата мира и уже в 2003 году итальянец дебютирует на высшем уровне, а в 2004 году подписывает полноценный контракт боевого пилота.
Чемпионат мира
На привыкание к мировому первенству уходит полтора сезона и в сезоне-2004 Симончелли уже на равных борется с лидерами класса, однако слишком многочисленные сходы (шесть за 15 стартов) не дают занять в чемпионате место выше 11-го. В этом году Марко выигрывает свой первый поул в классе и одерживает дебютную победу на этапе чемпионате мира.
В 2005 году итальянец становится более стабильным: сразу 6 подиумов и лишь один сход. Набранных по ходу года очков хватает на пятое место в общем зачёте. Успехи Марко высоко оцениваются руководством следующего по старшинству класса чемпионата мира и в сезоне-2006 он становится единственным пилотом из Top8 личного зачёта класса 125сс, которому предлагают контракт в классе 250сс.
Привыкание к новой технике происходит практически мгновенно. Уже по ходу дебютного сезона он 12 раз в 16 гонках финиширует в очках и занимает весьма высокое для новичка 10-е место в общем зачёте. На следующий качественный скачок результатов итальянцу требуется ещё сезон: в 2008-м году он качественно улучшает результаты и одержав пять побед завоёвывает свой первый титул чемпиона мира.
Сезон-2009 оказывается промежуточным в карьере Симончелли. Итальянец по-прежнему весьма быстр и стабилен в гонках класса 250сс, но спортивные результаты уже имеют второстепенное значение: менеджмент гонщика ведёт активные переговоры с владельцами команд более престижных серий. Но даже при этом, проведи Марко все гонки и избеги он сходов он мог стать двукратным чемпионом мира. Однако этого не произошло и новым чемпионом класса стал японец Хироси Аояма. Итальянец же параллельно с основным первенством принял участие в Чемпионате мира по супербайку на домашнем этапе в Имоле. Дебют вышел весьма успешным — во второй гонке Марко смог финишировать на подиуме.
В 2010-м году итальянец переходит наконец в старший класс мотоциклетного чемпионата мира, подписав контракт с полузаводской командой концерна Honda: Gresini Racing. Вновь привыкание к новой технике происходит почти мгновенно. Череда стабильных финишей в очках позволяет Марко по итогам сезона опередить сразу на 22 очка своего многопытного партнёра по команде Марко Меландри. Симончелли завершает год на восьмой строчке общего зачёта.
В сезоне-2011 с одной стороны происходит рост результатов (выиграны два поула, завоёваны первые подиумы), а с другой стороны падает стабильность — из-за излишне агрессивного пилотирования Симончелли часто завершает гонки досрочно, попадая в разнообразные аварии. Накануне Гран-при Малайзии Марко, тем не менее, идёт на шестом месте в общем зачёте, опережая, например, пилотов заводской Ducati Росси и Хейдена.
Смерть
Роковой для итальянца становится гонка предпоследнего этапа чемпионата мира, прошедшая 23 октября 2011 года на трассе Сепанг в малайзийском штате Селангор. На втором круге гонки, в борьбе за позицию с Альваро Баутистой, Симончелли потерял контроль над мотоциклом при выходе из 11 поворота и свалился прямо на траекторию — под колёса ехавшим невдалеке позади Росси, Эдвардсу и ещё нескольким пилотам. Итальянец и американец оказались наиболее неудачливыми в этом эпизоде и не успев что-то сделать врезались в Марко.
Судьи остановили гонку красными флагами и отправили итальянца в ближайшую клинику, параллельно проводя срочные реанимационные процедуры. В 16-56 местного времени, отчаявшись запустить сердце Симончелли, медики объявили о его кончине. В более поздних комментариях от официальных лиц причинами смерти названы травмы, полученные гонщиком при столкновении с мотоциклами соперников: в столкновении были серьёзно повреждены голова, шея и грудная клетка Марко; также после контакта с мотоциклом Валентино Росси был расколот шлем Марко.
Несколько дней спустя после всех этих трагических событий тело Симончелли, в сопровождении его отца Паоло, невесты Кейт Фретти и одного из ближайших друзей Валентино Росси было доставлено в Италию. Чуть позже, при согласии семьи и содействии НОК страны в Кориано было устроено публичное прощание с Марко. 27 октября Симончелли был похоронен на местном церковном кладбище. На похоронах присутствовало 20 000 человек. Прямую трансляцию со скорбных мероприятий вело национальное телевидение страны.
Позже в память о Марко организаторы мотогонок Гран-при назвали в честь Марко приз лучшему новичку сезона в старшем классе, а владельцы автодрома Мизано аналогично переименовали свою трассу Simoncelli International Circuit Misano, сокращённо — SIC Misano. 2 декабря 2012 года была проведена благотворительная гонка Sic Supermoto Day с участием гонщиков MotoGP, Супербайка и Супермото, собранные средства от которой перечислены Фонд имени Марко Симончелли. В 2013 году гонка была отменена после гибели во время свободной практики Дориано Ромбони.
В 2013 году в зелёной зоне Кориано был открыт памятник Марко Симочелли в виде горизонтальной металлической трубы на подставке, из которой каждый воскресный вечер будет в течение 58 секунд вырываться пламя.
8 сентября 2016 года номер 58, который использовал Марко Симончелли, был посмертно закреплен за гонщиком в MotoGP.

## Статистика в мотоспорте
| Легенда к таблице |                                                 |
| --- | ----------------------------------------------- |
| В таблице перечислены результаты всех гонок, в которых принимал участие гонщик. Строками таблицы являются сезоны, столбцами все гонки этапов соревнований. В клетках указаны сокращённое название этапа и результат, клетка дополнительно обозначена цветом. Расшифровка обозначений и цветов представлена в нижеследующей таблице. |                                                 |
| \| Пример \| Описание \| \| ------------ \| ----------------------------------------------- \| \| 1 \| Победитель \| \| 2 \| Второе место \| \| 3 \| Третье место \| \| \| Финишировал в очковой зоне \| \| \| Финишировал вне очковой зоны \| \| НКЛ \| Не классифицирован \| \| Сход \| Не финишировал \| \| НКВ \| Не прошёл квалификацию \| \| НПКВ \| Не прошёл предварительную квалификацию \| \| ДСК \| Дисквалифицирован \| \| ИСК \| Исключён из протокола соревнований \| \| НС \| Не стартовал в гонке \| \| Т \| Травмирован или болен \| \| ОТК \| Отказ от участия \| \| НТР \| Прибыл на соревнования, но на трассу не выезжал \| \| НПР \| Не прибыл к началу соревнований \| \| НД \| Недопущен до старта \| \| О \| Гонка отменена \| \| \| Не участвовал \| \| Поул-позиция \| \| \| Быстрый круг \| \| |                                                 |
| Пример | Описание                                        |
| 1 | Победитель                                      |
| 2 | Второе место                                    |
| 3 | Третье место                                    |
| | Финишировал в очковой зоне                      |
| | Финишировал вне очковой зоны                    |
| НКЛ | Не классифицирован                              |
| Сход | Не финишировал                                  |
| НКВ | Не прошёл квалификацию                          |
| НПКВ | Не прошёл предварительную квалификацию          |
| ДСК | Дисквалифицирован                               |
| ИСК | Исключён из протокола соревнований              |
| НС | Не стартовал в гонке                            |
| Т | Травмирован или болен                           |
| ОТК | Отказ от участия                                |
| НТР | Прибыл на соревнования, но на трассу не выезжал |
| НПР | Не прибыл к началу соревнований                 |
| НД | Недопущен до старта                             |
| О | Гонка отменена                                  |
| | Не участвовал                                   |
| Поул-позиция |                                                 |
| Быстрый круг |                                                 |

| FIM 125сс     | 4 | 53 | 3  | 1 | 2  | 290 | 5-й (2005)  |
| FIM 250сс     | 4 | 64 | 10 | 8 | 12 | 701 | 1-й (2008)  |
| FIM MotoGP    | 2 | 35 | 2  | 0 | 0  | 264 | 6-й (2011)  |
| FIM Superbike | 1 | 2  | 0  | 0 | 0  | 16  | 25-й (2009) |

| Сезон | Класс     | Марка   | 1      | 2      | 3      | 4      | 5      | 6      | 7      | 8      | 9      | 10     | 11     | 12     | 13       | 14     | 15     | 16     | 17       | 18    | Очки | Поз. |
| ----- | --------- | ------- | ------ | ------ | ------ | ------ | ------ | ------ | ------ | ------ | ------ | ------ | ------ | ------ | -------- | ------ | ------ | ------ | -------- | ----- | ---- | ---- |
| 2002  | 125cc     | Aprilia | -      | -      | -      | -      | -      | -      | -      | -      | -      | CZE 27 | POR 13 | BRA 21 | -        | MAL НФ | AUS НФ | VAL НФ |          |       | 3    | 33-й |
| 2003  | 125cc     | Aprilia | JPN 21 | RSA 20 | SPA 14 | FRA НФ | ITA 17 | CAT 16 | NED 20 | GBR 16 | GER 12 | CZE 14 | POR НФ | BRA 11 | PAC НФ   | MAL 11 | AUS НФ | VAL 4  |          |       | 31   | 21-й |
| 2004  | 125cc     | Aprilia | RSA НФ | SPA 1  | FRA НФ | ITA НФ | CAT 7  | NED 7  | BRA 6  | GER 10 | GBR НФ | CZE 19 | POR 6  | JPN 6  | QAT 6    | MAL НФ | AUS НФ | -      |          |       | 79   | 11-й |
| 2005  | 125cc     | Aprilia | SPA 1  | POR 10 | CHN 6  | FRA 5  | ITA НФ | CAT 2  | NED 4  | GBR 4  | GER 3  | CZE 3  | JPN НФ | MAL 9  | QAT 3    | AUS 3  | TUR 6  | VAL 5  |          |       | 177  | 5-й  |
| 2006  | 250cc     | Gilera  | SPA НФ | QAT 8  | TUR 11 | CHN 6  | FRA 8  | ITA 7  | CAT НФ | NED 7  | GBR 10 | GER НФ | CZE 9  | MAL 8  | AUS 10   | JPN 9  | POR 7  | VAL НФ |          |       | 92   | 10-й |
| 2007  | 250cc     | Gilera  | QAT 9  | SPA НФ | TUR 9  | CHN НФ | FRA 6  | ITA 9  | CAT 9  | GBR НФ | NED 6  | GER 7  | CZE НФ | RSM НФ | POR 7    | JPN 7  | AUS 7  | MAL 8  | VAL 11   |       | 97   | 10-й |
| 2008  | 250cc     | Gilera  | QAT НФ | SPA НФ | POR 2  | CHN 4  | FRA 2  | ITA 1  | CAT 1  | GBR 2  | NED 3  | GER 1  | CZE 3  | RSM 6  | IND Отм. | JPN 1  | AUS 1  | MAL 3  | VAL 1    |       | 281  | 1-й  |
| 2009  | 250cc     | Gilera  | -      | JPN 17 | SPA 3  | FRA 1  | ITA 2  | CAT НФ | NED 3  | GER 1  | GBR 4  | CZE 1  | IND 1  | RSM НФ | POR 1    | AUS 1  | MAL 3  | VAL НФ |          |       | 231  | 3-й  |
| 2009  | Superbike | Aprilia | -      | -      | -      | -      | -      | -      | -      | -      | -      | IT1 НФ | -      | -      | -        | -      |        |        |          |       | 16   | 25-й |
| 2009  | Superbike | Aprilia | -      | -      | -      | -      | -      | -      | -      | -      | -      | IT2 3  | -      | -      | -        | -      |        |        |          |       | 16   | 25-й |
| 2010  | MotoGP    | Honda   | QAT 11 | SPA 11 | FRA 10 | ITA 9  | GBR 7  | NED 9  | CAT НФ | GER 6  | USA НФ | CZE 11 | IND 7  | SMR 14 | ARA 7    | JPN 6  | MAL 8  | AUS 6  | POR 4    | VAL 6 | 125  | 8-й  |
| 2011  | MotoGP    | Honda   | QAT 6  | SPA НФ | POR НФ | FRA 5  | CAT 6  | GBR НФ | NED 9  | ITA 5  | GER 6  | USA НФ | CZE 3  | IND 12 | SMR 4    | ARA 4  | JPN 4  | AUS 2  | MAL Отм. | -     | 139  | 6-й  |